# Kabinet-Rumor III
Het kabinet–Rumor III was de Italiaanse regering van 27 maart 1970 tot 5 augustus 1970. Het kabinet werd gevormd door de politieke partijen Democrazia Cristiana (DC), de Italiaanse Socialistische Partij (PSI), de Sociaaldemocratische Partij van Italië (PSDI) en de Republikeinse Partij van Italië (PRI). Het kabinet werd gevormd na een het aftreden van het vorige kabinet.

## Kabinet–Rumor III (1970)
| Ambtsbekleder | Ambtsbekleder         | Ambtsbekleder                     | Functie                                  | Ambtstermijn     | Ambtstermijn     | Partij |
| ------------- | --------------------- | --------------------------------- | ---------------------------------------- | ---------------- | ---------------- | ------ |
|               | Mariano Rumor         | Mariano Rumor (1915–1990)         | Premier                                  | 12 december 1968 | 5 augustus 1970  | DC     |
|               | Francesco De Martino  | Francesco De Martino (1907–2002)  | Vicepremier                              | 27 maart 1970    | 18 februari 1972 | PSI    |
|               | Antonio Bisaglia      | Antonio Bisaglia (1929–1984)      | Secretaris- generaal                     | 12 december 1968 | 5 augustus 1970  | DC     |
|               | Franco Restivo        | Franco Restivo (1911–1976)        | Minister van Binnenlandse Zaken          | 24 juni 1968     | 18 februari 1972 | DC     |
|               | Aldo Moro             | Aldo Moro (1916–1978)             | Minister van Buitenlandse Zaken          | 6 augustus 1969  | 26 juni 1972     | DC     |
|               | Luigi Preti           | Luigi Preti (1914–2009)           | Minister van Financiën                   | 27 maart 1970    | 18 februari 1972 | PSDI   |
|               | Emilio Colombo        | Emilio Colombo (1920–2013)        | Minister van de Schatkist                | 20 juni 1963     | 5 augustus 1970  | DC     |
|               | Antonio Giolitti      | Antonio Giolitti (1915–2010)      | Minister van het Budget                  | 27 maart 1970    | 18 februari 1972 | PSI    |
|               | Oronzo Reale          | Oronzo Reale (1902–1988)          | Minister van Justitie                    | 27 maart 1970    | 1 maart 1971     | PRI    |
|               | Silvio Gava           | Silvio Gava (1901–1999)           | Minister van Economische Zaken           | 27 maart 1970    | 26 juni 1972     | DC     |
|               | Mario Tanassi         | Mario Tanassi (1910–2007)         | Minister van Defensie                    | 27 maart 1970    | 18 februari 1972 | PSDI   |
|               | Luigi Mariotti        | Luigi Mariotti (1912–2004)        | Minister van Volksgezondheid             | 27 maart 1970    | 18 februari 1972 | PSI    |
|               | Carlo Donat-Cattin    | Carlo Donat- Cattin (1919–1991)   | Minister van Arbeid en Sociale Zaken     | 6 augustus 1969  | 26 juni 1972     | DC     |
|               | Riccardo Misasi       | Riccardo Misasi (1932–2000)       | Minister van Onderwijs                   | 27 maart 1970    | 26 juni 1972     | DC     |
|               | Italo Viglianesi      | Italo Viglianesi (1916–1995)      | Minister van Transport                   | 27 maart 1970    | 18 februari 1972 | PSI    |
|               | Salvatore Lauricella  | Salvatore Lauricella (1922–1996)  | Minister van Infrastructuur              | 27 maart 1970    | 18 februari 1972 | PSDI   |
|               | Lorenzo Natali        | Lorenzo Natali (1922–1989)        | Minister van Landbouw                    | 27 maart 1970    | 7 juli 1973      | DC     |
|               | Franco Maria Malfatti | Franco Maria Malfatti (1927–1991) | Minister van Communicatie                | 27 maart 1970    | 10 juni 1970     | DC     |
|               | Giacinto Bosco        | Giacinto Bosco (1905–1997)        | Minister van Communicatie                | 10 juni 1970     | 26 juni 1972     | DC     |
|               | Giuseppe Lupis        | Giuseppe Lupis (1869–1979)        | Minister van Toerisme                    | 27 maart 1970    | 5 augustus 1970  | PSDI   |
|               | Mario Ferrari Aggradi | Mario Ferrari Aggradi (1916–1997) | Minister voor Parlementaire Betrekkingen | 27 maart 1970    | 5 augustus 1970  | DC     |
|               | Remo Gaspari          | Remo Gaspari (1921–2011)          | Minister voor Publieke Diensten          | 27 maart 1970    | 26 juni 1972     | DC     |
|               | Mario Zagari          | Mario Zagari (1913–1996)          | Minister voor Buitenlandse Handel        | 27 maart 1970    | 5 augustus 1970  | PSI    |
|               | Eugenio Gatto         | Eugenio Gatto (1911–1981)         | Minister voor Regionale Zaken            | 27 maart 1970    | 26 juni 1972     | DC     |
|               | Salvatore Mannironi   | Salvatore Mannironi (1901–1971)   | Minister voor de Koopvaardij             | 27 maart 1970    | 18 februari 1972 | DC     |
|               | Flaminio Piccoli      | Flaminio Piccoli (1915–2000)      | Minister voor Staats- deelnemingen       | 27 maart 1970    | 31 mei 1972      | DC     |
|               | Paolo Emilio Taviani  | Paolo Emilio Taviani (1912–2001)  | Minister voor Zuid-Italië                | 27 maart 1970    | 18 februari 1972 | DC     |
|               | Camillo Ripamonti     | Camillo Ripamonti (1919–1997)     | Minister voor Wetenschaps- beleid        | 27 maart 1970    | 18 februari 1972 | DC     |
|               | Giacinto Bosco        | Giacinto Bosco (1905–1997)        | Minister zonder portefeuille             | 27 maart 1970    | 10 juni 1970     | DC     |
|               | Carlo Russo           | Carlo Russo (1920–2007)           | Minister zonder portefeuille             | 10 juni 1970     | 5 augustus 1970  | DC     |

De Gasperi II · De Gasperi III · De Gasperi IV · De Gasperi V · De Gasperi VI · De Gasperi VII · De Gasperi VIII · Pella · Fanfani I · Scelba · Segni I · Zoli · Fanfani II · Segni II · Tambroni · Fanfani III · Fanfani IV · Leone I · Moro I · Moro II · Moro III · Leone II · Rumor I · Rumor II · Rumor III · Colombo · Andreotti I · Andreotti II · Rumor IV · Rumor V · Moro IV · Moro V · Andreotti III · Andreotti IV · Andreotti V · Cossiga I · Cossiga II · Forlani · Spadolini I · Spadolini II · Fanfani V · Craxi I · Craxi II · Fanfani VI · Goria · De Mita · Andreotti VI · Andreotti VII · Amato I · Ciampi · Berlusconi I · Dini · Prodi I · D'Alema I · D'Alema II · Amato II · Berlusconi II · Berlusconi III · Prodi II · Berlusconi IV · Monti · Letta · Renzi · Gentiloni · Conte I · Conte II · Draghi · Meloni